# Sara Gomer
Sara Gomer (* 13. Mai 1964 in Torquay) ist eine ehemalige britische Tennisspielerin.

## Karriere
In ihrer Tennislaufbahn gewann Gomer einen Einzeltitel auf der WTA Tour.
Von 1987 bis 1992 spielte sie für die britische Fed-Cup-Mannschaft insgesamt 15 Partien. Sie kam im Einzel auf eine positive Bilanz von 6:4 Siegen, im Doppel gewann sie alle ihrer fünf Spiele.

## Turniersiege

### Einzel
| Nr. | Datum         | Turnier | Kategorie  | Belag     | Finalgegnerin | Ergebnis |
| --- | ------------- | ------- | ---------- | --------- | ------------- | -------- |
| 1.  | 31. Juli 1988 | Aptos   | WTA Tier V | Hartplatz | Robin White   | 6:4, 7:5 |